# Fulvio Collovati
Fulvio Collovati (* 9. Mai 1957 in Teor) ist ein ehemaliger italienischer Fußballspieler.
Der Innenverteidiger Collovati begann seine Profilaufbahn 1976 beim AC Mailand. Hier spielte er bis zu seinem Wechsel (1982) zum Lokalrivalen Inter Mailand. Weitere Vereine des Nationalspielers waren: 1986/87 Udinese Calcio, 1987 bis 1989 AS Rom und 1989 bis 1993 CFC Genua, wo er dann seine Laufbahn beendete. In insgesamt 313 Ligaspielen konnte er zehn Tore erzielen. 1991 manipulierte er bei einer Dopingkontrolle seine Urinprobe mit Orangensaft.
Er gehörte zu Italiens Aufgebot bei der Europameisterschaft 1980, wo er im Spiel um den dritten Platz im Elfmeterschießen den entscheidenden Elfmeter verschoss. 1982 nahm er an der Weltmeisterschaft in Spanien teil, wurde Weltmeister und ins All-Star-Team gewählt. Auch bei der WM 1986 in Mexiko war er unter Trainer Enzo Bearzot in der Innenverteidigung gesetzt. In 50 Länderspielen erzielte Collovati drei Tore.
Im Februar 2019 sorgte er als Kommentator des Senders Rai mit sexistischen Äußerungen für Aufsehen, indem er forderte, dass Frauen sich aus Taktik-Analysen heraushalten sollten: „Wenn ich eine Frau über Taktik sprechen höre, dreht sich mir der Magen um“. Weiter meinte er, dass eine Frau Taktiken nicht wie ein Mann verstünde, selbst Fußballerinnen nicht. Collovatis Ehefrau habe es sich vor ihm „nie erlaubt, über Taktik zu sprechen“. Daraufhin hatte Rai-Präsident Fabrizio Salini die Auflösung von Collovatis Vertrag geprüft. Die frühere Präsidentin des AS Rom, Rosella Sensi, nannte seine Äußerungen „unangebracht“. Später bat Collovati um Entschuldigung: „Während des Programms haben wir gescherzt, ich wollte Frauen nicht beleidigen. Wer mich kennt, der weiß, wie sehr ich Frauen respektiere.“

## Erfolge
Als Nationalspieler
- Weltmeister: 1982
- Vierter bei der Fußball-Europameisterschaft 1980

Im Verein
- Italienischer Pokalsieger: 1976/77
- Italienischer Meister: 1978/79
- Mitropa-Pokal: 1982
- Italienischer Serie-B-Meister: 1980/81

 Individuelle Erfolge/Ehrungen 
- All-Star Team der 1982